# Kelmscott Manor

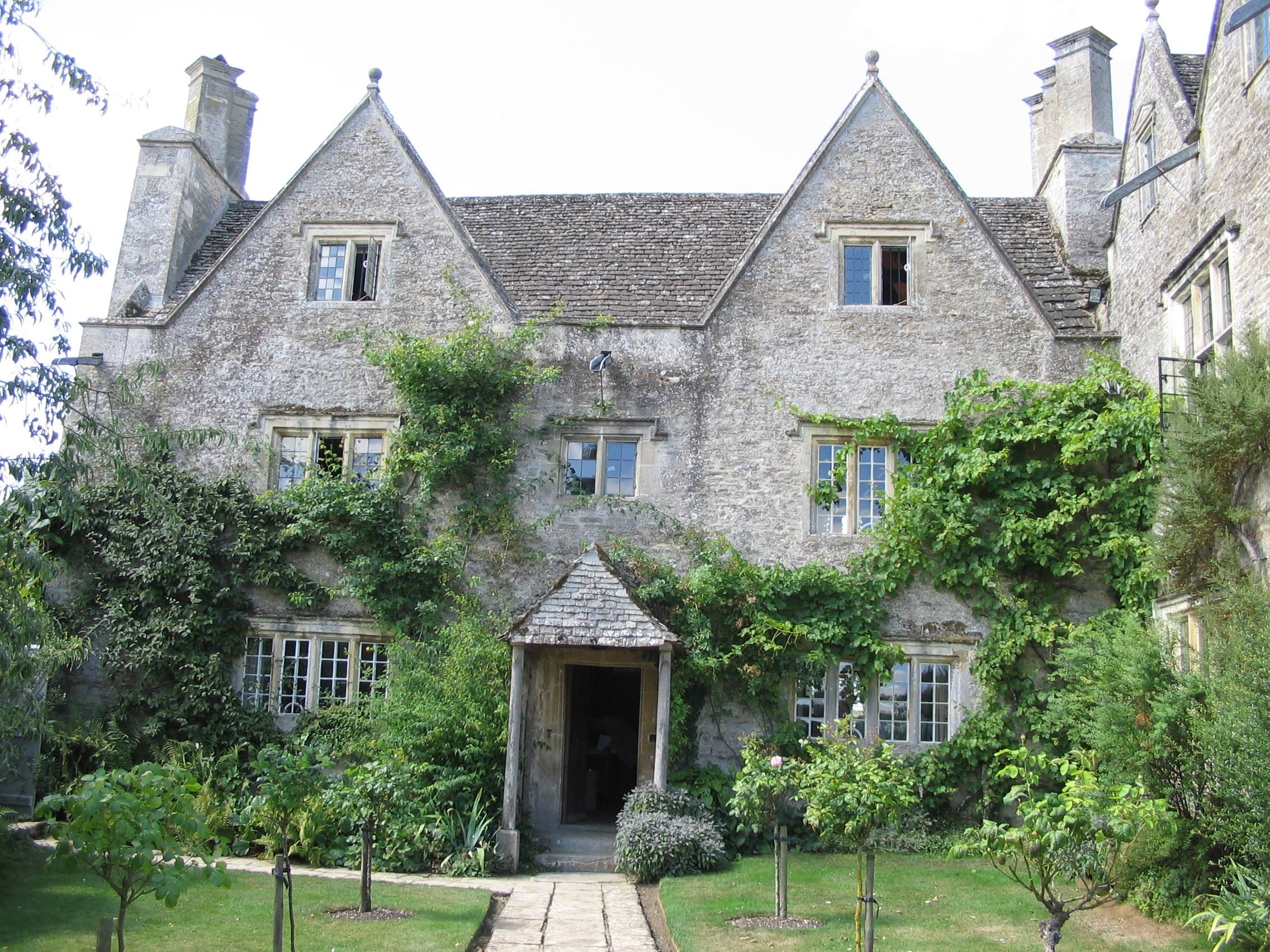
Kelmscott Manor

Kelmscott Manor ist ein im 16. Jahrhundert errichtetes Cotswold-Haus in Kelmscott, Oxfordshire (England). Von 1871 bis 1896 war es das Landhaus des Dichters, Politikers und Designers William Morris, seiner Frau Jane Morris und deren Töchtern Jane und May. Der Maler Dante Gabriel Rossetti war für einige Zeit Mitbewohner.
Kelmscott Manor wird als „Grade I-Building“ („of exceptional interest, sometimes considered to be internationally important“) in der Denkmalliste des Vereinigten Königreiches geführt.

## Entstehung
Kelmscott Manor wurde in der Zeit um 1570 aus Kalkstein errichtet und liegt am Rande der Ortschaft Kelmscott, nahe der Themse. Im späten 17. Jahrhundert erhielt es einen zusätzlichen Flügel.

## William Morris in Kelmscott Manor

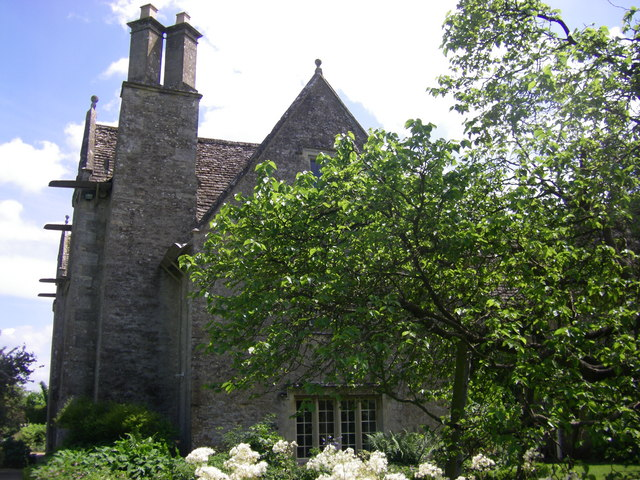
Rückwärtige Ansicht

Wie viele seiner Zeitgenossen kannte und liebte Morris das Leben auf dem Land. Die unberührte Authentizität der Architektur und der handwerklichen Ausführung des Gebäudes sowie die organische Verbundenheit mit dem Ort und der ländlichen Umgebung waren für Morris inspirierend. Er nannte die Privatpresse, die er 1890 gründete, nach dem Ort: Kelmscott Press, ebenso seine Londoner Residenz Kelmscott House. Morris nutzte Kelmscott Manor von 1871 bis zu seinem Tod im Jahr 1896.

### Einrichtung und Gestaltung
William Morris erfreute sich an den Gartenblumen und Bäumen. Die Weiden, die bei seinem Angelplatz wuchsen, inspirierten ihn zu seiner lange beliebten Tapeten und Stoffmuster „Willow Boughs“, die das Schlafzimmer seiner Frau schmückten. Seine Stickereien und Wandbehänge mit Blumen und Vögeln hingen überall. Seine Vorliebe für Wände waren Stoffe, entweder gewoben oder bestickt. Tapete sah er als minderwertigen Ersatz an, der mehr zum Verkauf als für den eigenen Gebrauch diente. Die Möbel sind eine Zusammenstellung von Landhaus-Antiquitäten und Morris’ eigener Produktion – von seinen frühen schweren mittelalterlichen Stücken bis zu den klassisch einfachen Sussex-Stühlen. Exotisch lackierte Stücke wurden später von Rossetti eingeführt. Antike Kamine aus Stein wurden mit blau-weißen Kacheln umrandet, die bei den Arts-und-Craft-Künstlern beliebt waren. Die Fußböden waren mit Orientteppichen oder Binsenteppichen ausgelegt. Der Bodenraum war Spielzimmer für die Kinder und Schlafquartier für die Dienstboten.

### Mitbewohner und Gäste

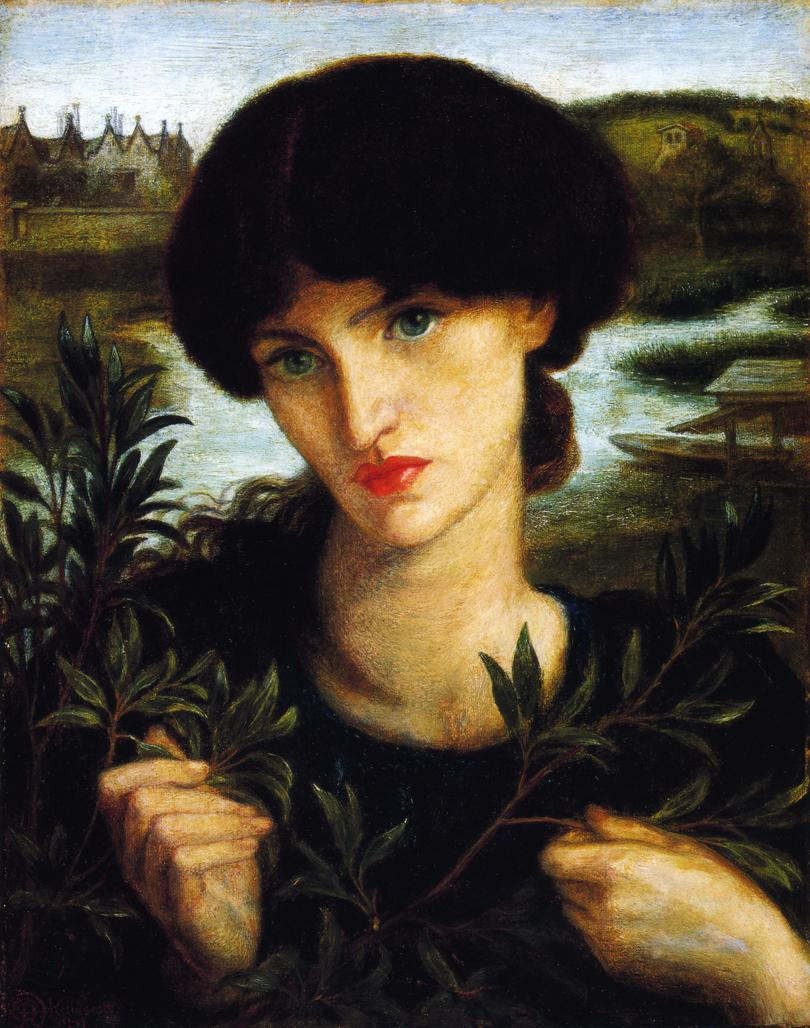
Dante Gabriel Rossetti: Porträt von Jane Morris, 1871; im Hintergrund Kelmscott Manor

Von 1871 bis 1874 war Dante Gabriel Rossetti Mitbewohner in Kelmscott Manor. Er nutzte abwechselnd den „Tapestry“ Raum und den „Weißen“ als Studio. Die Frauen der Familie Morris saßen für ihn Modell. Rossetti malte in Kelmscott Manor „Proserpine“, „La Ghirlandata“, „The Bower Maiden“, „The Blessed Damozel“, „Dante's Dream“ (eine kleinere Replica) und „The Roman Widow“. Auch der Verleger F. S. Ellis wohnte später im Haus.
Ford Madox Brown war nicht nur ein Freund, sondern auch Geschäftspartner in der Firma Morris, Marshall, Faulkner & Co und entwarf Möbel und Bleiglas-Fenster. Madox Brown malte hier 1872 einen großen Teil seines Gemäldes Cromwell on His Farm in der Freien Natur. Auch Edward Burne-Jones war ein häufiger Besucher in Kelmscott Manor, wo heute einige seiner Arbeiten ausstellt sind. Eine der bekanntesten und berühmtesten Zusammenarbeiten von Morris und Burne-Jones waren die The Works of Geoffrey Chaucer, die in der Kelmscott Druckerei hergestellt wurde, und die beiden Künstler dafür vier Jahre benötigten und das 87 Illustrationen nach Burne-Jones’ Zeichnungen enthält (mit Holzstichen von William Hooper).

## Geschichte im 20. Jahrhundert
Jane Morris kaufte 1913 ein Jahr vor ihrem Tod das bis dahin nur gemietete (sie wohnten zuvor bis 1865 im Red House in Bexleyheath danach in Bloomsbury) Kelmscott Manor für ihre Töchter Jane und May zum Preis von £4000. May Morris vermachte das Haus nach ihrem Tod 1938 der University of Oxford. Diese versteigerte es 1939 für einen geringen Preis. Die Einrichtung war auf den Rasen gelegt worden und wurde vom Regen durchnässt.
Seit 1962 gehört Kelmscott Manor der Society of Antiquaries of London, die es dank einer Spende von £350,000 unterhalten kann und für die Öffentlichkeit zugänglich gemacht hat.